# Lasnet Nkouka
Lasnet Lelisse Nkouka (ur. 28 stycznia 1970) – kongijska lekkoatletka specjalizująca się w biegach sprinterskich, uczestniczka letnich igrzysk olimpijskich.
Nkouka reprezentowała Kongo na Letnich Igrzyskach Olimpijskich 1988 w Seulu na dystansie 400 m. W eliminacjach z czasem 57,19 zajęła 6. miejsce i odpadła z rywalizacji. Wystąpiła bez sukcesów w halowych mistrzostwach świata 1991 w Sewilli i MŚ 1993 w Stuttgarcie.
Jej rekord życiowy na 200 m to 26,64 z mistrzostw świata 1993, a na 400 m to ustanowiony w 1996 w Nogent-sur-Marne czas 54,70.